# Mohand Azdad
Mohand Azdad surnommé Mouh Azdad ("Mouh le mince" en Rifain) est un guerrier et un martyr de la Guerre du Rif. Il serait né à la fin du XIXe siècle sur le territoire des Ait Arous, qui forment un sous-groupe appartenant aux Ait Ouriaghel et mort le 22 mai 1927 dans l’un des derniers combats consécutifs à la Guerre du Rif chez les Sanhadja de Srayr,.

## Biographie
Mohand Azdad serait né à la fin du XIXe siècle sur le territoire des Ait Arous, un sous-clan de la tribu rifaine des Ait Ouriaghel. Leur territoire situé dans le massif du Adrar n Ithbiren (la Montagne des Colombes) au sud d’Al Hoceïma, inclut les villages de Chakrane, Aït Johra  et Ait Amar. Les Ait Arous étaient réputés dans tout le Rif pour leur courage, leur pugnacité et leur attachement aux valeurs rifaines. Le XIXe siècle était marqué au Rif par les luttes intestines dans un contexte de tension accrue en raison de la menace de la colonisation européenne sur le pays. Mohand Azdad a donc grandit dans une société fracturée et déterminée à résister coûte que coûte à la domination étrangère,.

## Histoire
Lorsque la Guerre du Rif éclate en 1921 il rejoint, comme la plupart des hommes de sa région, les rangs des résistants rifains dès la première heure,.
Il participe aux premiers combats de la guerre et à la grande victoire d'Anoual. Son courage et son sens de l’organisation militaire le font remarquer par Abdelkrim el-Khattabi,.
Lorsque Abdelkrim organise l’armée régulière rifaine en Tabors (bataillons), Mohand Azdad rejoint le premier Tabor qui était composé de 500 soldats et avait le rang de Caïd Miya (capitaine d’une unité de 100 soldats),.
Mohand Azdad était considéré par les Rifains comme l’un des combattants les plus aguerris et les plus expérimentés de l’armée régulière rifaine,.
À la tête de son unité, Mohand Azdad a participé à de nombreux combats notamment les combats pour défendre la région de Midar lors de la contre-offensive espagnole en 1922,
.
Il s’est également illustré lors des combats contre Mohamed ben Abdallah el-Raisuni, le chef de guerre opposé à Abdelkrim. En compagnie des combattants fidèles à Abdelkrim, il a participé à l’attaque de Tazrout, fief de Raisuni, dans la région des Bni Aros, le 8 février 1925,.
Azdad participa aussi à la grande offensive de Taza en 1925. Les combattants Rifains, Branès et Tsoul lancèrent une attaque d’envergure sur les bases françaises au Nord de la ville de Taza,.
Le Maréchal Hubert Lyautey ordonna l’évacuation des Marocains de la ville de Taza pour les empêcher de soutenir les troupes d’Abdelkrim. L’offensive rifaine fut bloquée au nord de la ville par l’arrivée de nombreux renforts,.
Néanmoins Azdad s’illustra durant cette offensive de Taza par la prise de nombreux postes militaires des forces coloniales,.
Les succès rifains obligèrent la France et l’Espagne à conclure une alliance militaire et une force combinée d’environ 500 000 soldats coloniaux fut mise sur le pied de guerre pour vaincre les 75 000 combattants d’Abdelkrim,,.
Les armées françaises et espagnoles lancèrent une offensive de grande ampleur en direction du Rif central, bastion d’Abdelkrim en septembre 1925. Les armées espagnoles débarquèrent dans le Nord à Al Hoceima pendant que les troupes françaises attaquaient par le Sud,,.
Devant l’importance des forces engagées contre eux et les dégâts des bombardements chimiques, de nombreux combattants rifains acceptaient de baisser les armes pour sauver leurs familles,.
En mai 1926, les troupes coloniales françaises avaient réussi à encercler le territoire des Ait Arous au cœur des montagnes du Rif. La terre natale de Mohand Azdad était directement menacée,.
Le 21 mai 1926, alors que la situation paraissait sous contrôle, les Ait Arous lancèrent une redoutable contre-offensive  en pleine nuit pour briser l’encerclement franco-espagnole,.
Durant cette attaque audacieuse, un grand combattant rifain et excellent tireur, Mohamed n-Amar Abdallah, fut tué après avoir éliminé à lui tout seul un bataillon ennemi,.
Azdad, quant à lui, réussit à briser l’encerclement des troupes coloniales et il décida de rejoindre la région des Sanhadja de Srayr, partie la plus élevée du massif rifain, afin de poursuivre le combat,.
Le 27 mai 1926, Abdelkrim fit sa reddition aux troupes françaises pour mettre fin aux bombardements chimiques sur la population et à une guerre qui semblait de toute évidence perdue,,.
Mais un noyau dur de résistants entendait continuer la lutte peu importe le prix et malgré la reddition d'Abdelkrim. Parmi eux, Mohand Azdad. Ces résistants se regroupèrent autour de la montagne de Tidirhine (2 456 mètres d'altitude) le sommet du Rif,.
Azdad et d’autres chefs comme Sliten et Mohamed Temsamani, organisèrent les rangs des derniers résistants durant l’Hiver 1926-1927. Le 26 mars 1927, la base Espagnole de Taghzout, au pied du Tidirhine fut prise par les résistants,.
Le 27 mars 1927, une expédition Espagnole visant à reprendre la base de Taghzout tomba dans une embuscade près du village d’Admam. L’embuscade coûta la vie à 12 officiers et 292 soldats Espagnols,.
Mais l’étau se resserrait inexorablement autour des derniers résistants du Rif qui ne représentaient qu’une force de quelques centaines de combattants,.
Azdad fut tué dans l’un des derniers combats consécutif à la guerre du Rif, le 22 mai 1927 à Sidi Miskine chez les Sanhadja de Srayr. Après sa mort, les derniers résistants survivants acceptèrent de baisser les armes au cours du mois de juin 1927 en sortant de leur maquis,.
Le 10 juillet 1927, le Général espagnol José Sanjurjo annonça officiellement la fin de la guerre du Rif,,.
Mohand Azdad est enterré chez les Sanhadja de Srayr où sa tombe existe toujours,.
Il laissa derrière lui le souvenir d'un homme qui refusa à tout prix de vivre sous la domination coloniale dans un pays asservi. Il était aussi connu pour sa compassion et sa miséricorde envers les prisonniers ennemis et son sens humanitaire malgré la cruauté de la guerre,.